# Marie Avgeropoulos
Marie Avgeropoulos (Thunder Bay, Ontario; 17 de junio de 1986) es una actriz canadiense. Es conocida por interpretar a Octavia Blake en la serie dramática Los 100.

## Biografía
De padres griegos, Marie Avgeropoulos se crio en Thunder Bay, Ontario, donde aprendió a pescar, cazar y acampar. Asistió a un taller en el afamado Second City en Toronto cuando estudiaba en la escuela secundaria.
Comenzó a tocar la batería cuando tenía 16 años. Estudió periodismo televisivo durante dos años en la Confederation College en Thunder Bay pero la abandonó después de dos años para dedicarse a la actuación.
Mantuvo una relación con el actor Taylor Lautner desde 2013 hasta principios de 2015.

### Carrera
Su primera oportunidad se produjo cuando un amigo le avisó a un casting en Vancouver para un comercial de ropa que buscaba bateristas. Después de aparecer en varios comerciales nacionales, llamó la atención del director Chris Columbus quien la contrató para participar en la película I Love You, Beth Cooper. Desde entonces ha participado en películas como 50/50, Percy Jackson y el ladrón del rayo, entre otras.
Avgeropoulos debutó en la televisión en un episodio de Supernatural y después ha participado en series como Harper's Island, The Troop, The Inbetweeners, 90210, y Fringe.
Obtuvo un papel recurrente en la serie de televisión Cult. En febrero de 2013 se anunció que Avgeropoulos había sido contratada para interpretar a Octavia Blake en The 100.

## Filmografía
| Cine        | Cine                                       | Cine                    | Cine                              |
| Año         | Película                                   | Rol                     | Notas                             |
| ----------- | ------------------------------------------ | ----------------------- | --------------------------------- |
| 2009        | I Love You, Beth Cooper                    | Valli Wooley            |                                   |
| 2010        | Random Walk                                |                         | Cortometraje                      |
| 2010        | Hunt to Kill                               | Kim Rhodes              |                                   |
| 2011        | 50/50                                      | Allison                 |                                   |
| 2012        | Walking the Halls                          | Amber                   |                                   |
| 2015        | Tracers                                    | Nikki                   |                                   |
| 2015        | Numb                                       | Cheryl                  |                                   |
| 2015        | Isolation                                  | Nina                    |                                   |
| 2016        | A Remarkable Life                          | Chelsea                 |                                   |
| 2016        | Dead Rising: Endgame                       | Sandra Sandy Lowe       |                                   |
| 2020        | Jiu Jitsu                                  | Myra                    | Con Nicolas Cage                  |
| 2024        | The Painter                                | Piasecki                |                                   |
| TBA         | Butterfly in the Typewriter                | Jean Ann Jollett        |                                   |
| Televisión  |                                            |                         |                                   |
| Año         | Título                                     | Rol                     | Notas                             |
| 2009        | Supernatural                               | Taylor                  | 1 episodio                        |
| 2009        | Sorority Wars                              | Missy                   | Película para televisión          |
| 2009        | Harper's Island                            | Stacy DeKnight          | 1 episodio                        |
| 2009        | The Guard                                  | Jeanette                | 1 episodio                        |
| 2010        | The Troop                                  | Sarah                   | 1 episodio                        |
| 2010        | Fringe                                     | Leah                    | 2 episodios                       |
| 2010        | Human Target                               | Jamie Hartloff          | 1 episodio                        |
| 2010        | Smoke Screen                               | Suzi                    | Película para televisión          |
| 2011        | Eureka                                     | Bonnie                  | 1 episodio                        |
| 2011        | Hiccups                                    | Terry                   | 1 episodio                        |
| 2012        | The Inbetweeners Fugitive at 17 (TV movie) | Samantha                | 4 episodios TV movie              |
| 2013        | Cult                                       | Kirstie Nelson/Reynolds | 10 episodios                      |
| 2013        | 90210                                      | Cassie McCoy            | 1 episodio                        |
| 2014 - 2020 | The 100                                    | Octavia Blake           | Personaje principal, 95 episodios |